# کابرالس
کابرالس دهستانی در استان آستوریاس اسپانیا است.
در این دهستان ۲٬۳۶۲ نفر زندگی می‌کنند. مساحت این دهستان ۲۳۸٫۲۹ کیلومتر مربع است.